# 移動走向複雜的颱風
移動走向複雜的颱風（日语：／）指的是移動路徑複雜且難以預報的熱帶氣旋。實際上熱帶氣旋會因太平洋高壓與低壓帶之間的複雜交互作用，使得在西行過程中突然變更方向，形成迴轉型、急轉型、直轉型、亂麻型等非傳統的路線。其中，迷走型路線的熱帶氣旋又被稱為「迷走颱風」（日语：／），其定義為路徑像迷路一樣亂走，日本氣象廳基於「跟人不一樣，沒有意識怎麼會迷路呢？」的理由避免使用。